# ティパンコーンラッサミチョト
ティパンコーンラッサミチョト（タイ語: ทีปังกรรัศมีโชติ; RTGS: Thipangkon Ratsamichot; タイ語発音: [tʰiː.paŋ.kɔːn rát.sà.mǐː.tɕʰôːt]、2005年4月29日 - ）は、タイ王国、チャクリー王朝の王族。現国王ラーマ10世の五男であり推定相続人。母親はシーラット・スワディー、公式にラーマ10世の3番目の妻とされている女性である。ラーマ10世は1番目の妻との間に娘、2番目の妻との間に四男一女を儲けているが、2番目の妻と離婚した折にラーマ10世は5人の子供の親権を放棄しており、結果としてティパンコーンラッサミチョトが認知されている唯一の息子ということになっている。

## 王族内での地位
ティパンコーンラッサミチョトは推定相続人だが、2014年にラーマ10世とシーラット・スワディーが離婚したことでティパンコーンラッサミチョトの王位継承者としての地位は不確かなものになっている。タイ王国の定める王室典範（en:1924 Palace Law on Succession）によれば王位継承の序列は、王の長男、続いてその王子と王室の妻との間の長男、その次にその王子と王室の妻との間の次男以降が続くとされる。ラーマ10世が2番目の妻・スチャーリニー元妃と離婚した際にラーマ10世はスチャーリニーとの間の4人の息子の親権を放棄しており、4人の子供たちも王族としての権利を放棄している。しかし王室はいまだにこの子供たちが称号（en:Style (manner of address)）を用いる権利を認めている。
ティパンコーンラッサミチョトは学習障害があるとされており、父ラーマ10世より王位を引き継いだ場合はパッチャラキッティヤパー王女が摂政の役割を果たすか、あるいはパッチャラキッティヤパー自身が国王に即位する可能性も考えられていた。しかしパッチャラキッティヤパーは2022年12月にマイコプラズマ感染症に起因する心臓疾患で倒れ、2025年8月現在も意識不明の状態が続いている。このためラーマ10世とスチャーリニー元妃との間に生まれアメリカにて平民として暮らしていたワッチャラレート・マヒドンが2023年8月に突然タイに帰国したことは様々な憶測を呼んだ。

## 栄典
- King Rama IX Royal Cypher Medal (First Class)